# Demar Dotson
Demar Dotson (Alexandria, 11 ottobre 1985) è un giocatore di football americano statunitense che milita nel ruolo di offensive tackle per i Denver Broncos della National Football League (NFL). Al college ha giocato a football alla Southern Mississippi University.

## Carriera

### Tampa Bay Buccaneers
Dopo non essere stato scelto nel Draft NFL 2009, Dotson firmò coi Tampa Bay Buccaneers. Dopo aver disputato solo due gare da titolare in tre stagioni, nel 2012 divenne stabilmente titolare della linea offensiva dei Bucs, disputando 15 partite su 16 dall'inizio. Rimase con la franchigia fino al 2019, disputando complessivamente 130 partite, di cui 106 come titolare.

### Denver Broncos
L'11 agosto 2020, Dotson firmò con i Denver Broncos.